# Władysław Jabłoński (minister)
Władysław Aleksander Jabłoński (ur. 12 grudnia 1932 w Krakowie, zm. 5 kwietnia 2013 w Warszawie) – polski inżynier włókiennictwa, dr habilitowany, polityk i wykładowca i urzędnik państwowy. Minister przemysłu lekkiego (1980–1981) i minister (1981–1983).

## Życiorys
Syn Władysława i Janiny. Ukończył studia na Politechnice Łódzkiej, następnie zaś uzyskał doktorat i habilitację (1970) z dziedziny inżynierii włókiennictwa. W latach 1953–1956 pracował w Zakładach Przemysłu Bawełnianego im. Juliana Marchlewskiego w Łodzi, a następnie jako wykładowca na Wydziale Włókiennictwa Politechniki Łódzkiej (1956–1966), zaś w 1966 przeszedł na stanowisko wicedyrektora zespołu przemysłu lekkiego w Komisji Planowania przy Radzie Ministrów (od 1969 był dyrektorem zespołu).
Od 1948 do 1954 należał do Związku Młodzieży Polskiej, a od 1960 do Polskiej Zjednoczonej Partii Robotniczej. Od 1972 pełnił funkcję podsekretarza stanu w resorcie przemysłu lekkiego (od 1973 I zastępca ministra), a od 8 października 1980 do 3 lipca 1981 ministra tegoż resortu. Następnie do 5 grudnia 1983 był ministrem–I zastępcą przewodniczącego Komisji Planowania przy Radzie Ministrów.

## Śmierć

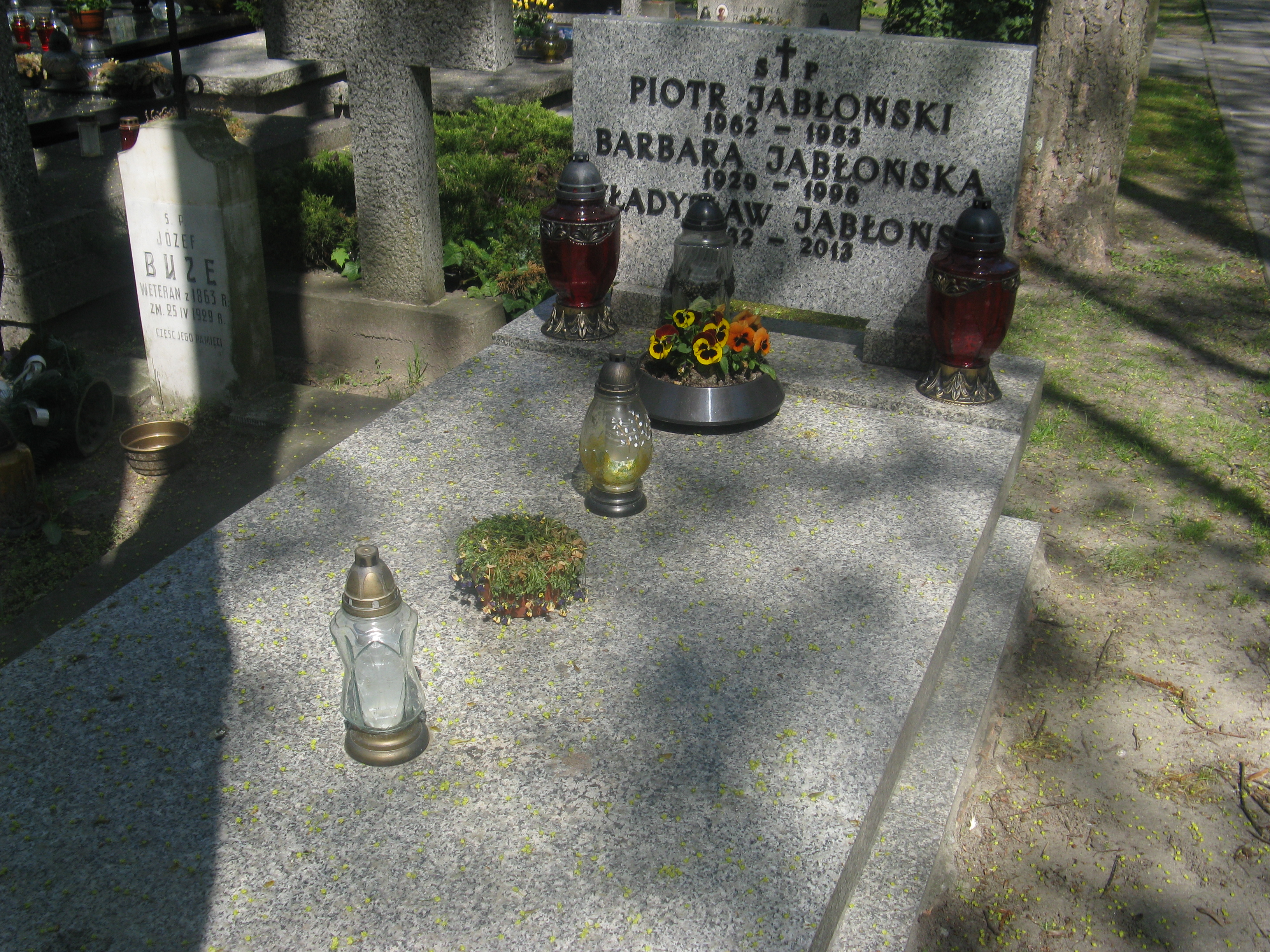
Grób Ministra Władysława Jabłońskiego na Cmentarzu Wojskowym na Powązkach

11 kwietnia 2013 został pochowany na Cmentarzu Wojskowym na Powązkach (kwatera A15-4-30).
Odznaczony m.in. Krzyżami Oficerskim i Kawalerskim Orderu Odrodzenia Polski oraz Brązowym Orderem Zasługi dla Ojczyzny (NRD, 1975).